# Albert I của Bỉ
Albert I (08 tháng 4 năm 1875 - 17 tháng 2 năm 1934) là vua của Bỉ từ năm 1909 đến năm 1934. Đây là một thời kỳ sôi động trong lịch sử của Bỉ, trong đó bao gồm các giai đoạn của chiến tranh thế giới I (1914-1918), khi 90 phần trăm lãnh thổ Bỉ thuộc bị Đế quốc Đức chiếm đóng và cai trị. Các vấn đề quan trọng khác bao gồm việc thông qua Hiệp ước Versailles, phán quyết của Congo Bỉ là một lãnh thổ hải ngoại thuộc Vương quốc Bỉ xứ ủy nhiệm Hội Quốc liên Ruanda-Urundi, tái thiết Bỉ sau chiến tranh, và lần đầu tiên năm năm của cuộc Đại suy thoái (1929-1934). Vua Albert qua đời trong một tai nạn leo núi ở Bỉ Đông vào năm 1934, ở tuổi 58, và Leopold đã kế vị ông.